# Omicidio di Sylvia Likens
Sylvia Marie Likens (Lebanon, 3 gennaio 1949 – Indianapolis, 26 ottobre 1965) è stata una ragazza statunitense torturata e uccisa dalla sua badante, Gertrude Baniszewski, da molti dei figli della Baniszewski e da alcuni suoi amici del vicinato. Gli abusi durarono per tre mesi prima che la Likens morisse per le estese ferite e la malnutrizione il 26 ottobre a Indianapolis, nell'Indiana.
Sylvia Likens venne progressivamente trascurata, denigrata, abusata sessualmente, picchiata, denutrita, ferita e disidratata dai suoi aguzzini. L'autopsia mostrò 150 ferite su tutto il corpo, tra cui diverse ustioni, segni di scottature e pelle erosa. Attraverso l'intimidazione, sua sorella minore, Jenny, fu occasionalmente costretta a partecipare ai suoi maltrattamenti. La causa ufficiale della morte fu determinata essere omicidio causato da una combinazione di ematoma subdurale e shock, peggiorato dalla grave malnutrizione.
Gertrude Baniszewski; la figlia maggiore, Paula; il figlio, John; e due giovani del vicinato, Coy Hubbard e Richard Hobbs, furono tutti processati e condannati nel maggio 1966. Al processo, il pubblico ministero Leroy New descrisse il caso come "il più diabolico mai arrivato di fronte a un tribunale o a una giuria" e l'avvocato di Gertrude, William C. Erbecker, dichiarò che la Likens era stata sottoposta ad atti di "degradazione che non commetteresti sul tuo cane" prima di morire.
Dopo otto ore di deliberazione, la giuria dichiarò Gertrude Baniszewski colpevole di omicidio di primo grado. Fu condannata all'ergastolo, ma in seguito rilasciata nel 1985. Paula fu dichiarata colpevole di omicidio di secondo grado e venne rilasciata nel 1972; Hobbs, Hubbard e John furono giudicati colpevoli di omicidio colposo e scontarono meno di due anni nel riformatorio dell'Indiana prima di ottenere la libertà vigilata il 27 febbraio 1968.
La tortura e l'omicidio di Sylvia Likens sono ampiamente riconosciuti dai cittadini dell'Indiana come il peggior crimine mai compiuto nello stato e fu descritto da un investigatore capo dell'Indianapolis Police Department come il caso "più crudele" sul quale avesse mai investigato in 35 anni di carriera.

## Contesto

### Gertrude Baniszewski
Alla nascita registrata come Gertrude Nadine Van Fossan (19 settembre 1928 – 16 giugno 1990), era nata ad Indianapolis, Indiana, da Molly Myrtle Oakley e Hugh Marcus Van Fossan Sr., entrambi provenienti dall'Illinois, ma di origini statunitensi e olandesi. La Baniszewski era la terza di sei figli di una famiglia della classe lavoratrice. Il 5 ottobre 1939, vide il padre cinquantenne morire di infarto. Sei anni dopo, lasciò la scuola per sposarsi con il diciottenne John Stephan Baniszewski (1926–2007), nativo di Youngsville, di origine polacca, dal quale ebbe quattro figli. Nonostante Baniszewski fosse di comportamento instabile e picchiasse occasionalmente la moglie, i due rimasero insieme per dieci anni prima del divorzio.
Dopo il divorzio, si sposò con un uomo di nome Edward Guthrie. Questo matrimonio durò solo tre mesi. Poco dopo, la Baniszewski si risposò con il primo marito, dal quale ebbe altri due figli. Divorziarono per la seconda volta nel 1963. In seguito ai fatti delittuosi compiuti dalla ex moglie, John Stephan Baniszewski cambiò nome in John Blake.
Alcune settimane dopo il suo terzo divorzio, la Baniszewski iniziò una relazione con un ventiduenne di nome Dennis Lee Wright, che ne abusò fisicamente. Ebbe un figlio con Wright, Dennis Lee Wright Jr. (4 maggio 1964-5 febbraio 2012). Poco dopo la nascita del figlio, Wright la abbandonò. Poco dopo, Baniszewski intentò una causa per paternità contro Wright per il sostegno finanziario del loro bambino, sebbene Wright fosse raramente in grado di pagare per il mantenimento del figlio.
Nel 1965, la Baniszewski viveva da sola con i suoi sette figli: Paula (17 anni), Stephanie (15), John (12), Marie (11), Shirley (10), James (8) e Dennis Lee Wright Jr. (1). Nonostante avesse 36 anni e fosse alta 1 metro e 68, pesava solo 45 kg ed era stata descritta come una donna "smunta, asmatica, sottopeso" fumatrice incallita che soffriva di depressione a causa dello stress di tre matrimoni falliti, una relazione interrotta e un recente aborto spontaneo. In aggiunta agli assegni sporadici che riceveva dal primo marito, sui quali si affidava per crescere i figli, la Baniszewski effettuava lavoretti saltuari per vicini e parenti, tra cui cucire e pulire. La donna risiedeva a Indianapolis, al 3850 di East New York Street, dove il suo affitto era di 55 dollari.

### Silvia Likens
Sylvia Marie Likens (3 gennaio 1949 – 26 ottobre 1965) era la terza di cinque figli nati dai giostrai Lester Cecil Likens (1926-2013) e sua moglie, Elizabeth "Betty" Frances (nata Grimes; 1927-1998). Nacque tra due coppie di gemelli Daniel e Dianna (due anni più grandi di lei) e Benny e Jenny (un anno più giovani). Jenny Likens soffriva di poliomielite, e una delle sue gambe era più debole rispetto all'altra. Era afflitta da una notevole zoppia e dovette indossare un tutore d'acciaio su una gamba.
Il matrimonio di Lester ed Elizabeth era instabile; spesso vendevano caramelle, birra e bibite nelle bancarelle del carnevale intorno all'Indiana per tutta l'estate, spostandosi frequentemente, e incontrando regolarmente gravi difficoltà finanziarie. I figli dei Likens viaggiavano regolarmente con loro per aiutarli nel loro lavoro, ma Sylvia e Jenny furono scoraggiate dal fare lo stesso, per la preoccupazione per la loro sicurezza e istruzione. Di conseguenza, entrambe le sorelle soggiornavano con i loro parenti; spesso con la loro nonna.
Durante l'adolescenza, Sylvia Likens guadagnava occasionalmente soldi come babysitter, facendo commissioni o svolgendo lavori di stiratura per amici e vicini, spesso dando a sua madre parte dei suoi guadagni. Venne descritta come una ragazza amichevole, sicura di sé e vivace con capelli lunghi, ondulati e di colore castano chiaro che le arrivavano fin sotto le spalle, ed era conosciuta come "Cookie" dai suoi amici.
Sebbene esuberante, la Likens teneva sempre la bocca chiusa quando sorrideva a causa di un dente anteriore mancante, che aveva perso mentre litigava con uno dei suoi fratelli durante un gioco da piccola. Aveva anche una passione per la musica, in particolare per i Beatles, ed era particolarmente protettiva nei confronti della sorella minore marcatamente più timida e insicura. In diverse occasioni, le due sorelle andarono a una pista di pattinaggio del posto, dove Sylvia aiutava Jenny a pattinare tenendole la mano, mentre Jenny pattinava sul suo piede sano.

## Luglio 1965
Nel giugno 1965, Sylvia e Jenny Likens risiedevano con i loro genitori a Indianapolis. Il 3 luglio, la madre venne arrestata e successivamente incarcerata per taccheggio. Poco dopo, Lester Likens organizzò per le figlie una pensione presso Gertrude Baniszewski, la madre di due ragazze che le sorelle avevano recentemente conosciuto mentre studiavano all'Arsenal Technical High School, Paula e Stephanie Baniszewski. Al momento dell'accordo, Gertrude assicurò a Lester che si sarebbe presa cura delle figlie fino al suo ritorno come fossero state le sue.
Poco dopo il giorno dell'indipendenza, le sorelle si trasferirono al 3850 di East New York Street affinché il padre e, più tardi, la madre si recassero sulla east coast con il carnevale, con l'accordo che Gertrude avrebbe ricevuto la somma settimanale di 20 dollari per prendersi cura delle loro figlie fino a quando non sarebbero tornati a riprendere Sylvia e Jenny nel novembre di quell'anno.
Durante le prime settimane in cui Sylvia e Jenny risiedevano a casa Baniszewski, le sorelle furono soggette a poca disciplina o abusi. Sylvia cantava regolarmente dischi pop con Stephanie, e lei partecipava volentieri alle faccende domestiche nella residenza Baniszewski. Entrambe le ragazze frequentavano regolarmente anche la scuola domenicale con i bambini Baniszewski, con il pastore che lodava la virtù di Sylvia.

## Gli abusi
Sebbene Lester Likens avesse accettato di pagare a Gertrude Baniszewski 20 dollari a settimana in cambio delle cure delle sue figlie, dopo circa due settimane i pagamenti non arrivavano regolarmente alle date prestabilite, ma solitamente con uno o due giorni di ritardo. In risposta, Gertrude iniziò a sfogare la sua frustrazione per questo fatto sulle sorelle battendo le loro natiche nude con vari strumenti, come una pagaia, facendo affermazioni come "Bene, mi sono presa cura di voi due piccole sgualdrine per una settimana per niente!". In un'occasione, a fine agosto, entrambe le ragazze vennero picchiate circa 15 volte sulla schiena con la suddetta pagaia, dopo che Paula aveva accusato le sorelle di mangiare troppo cibo a una cena in chiesa a cui avevano partecipato gli altri bambini della casa.
A metà agosto 1965, Gertrude Baniszewski aveva iniziato a concentrare i suoi abusi quasi esclusivamente su Sylvia, perché probabilmente gelosa del suo aspetto fisico e del suo potenziale di vita. Secondo la successiva testimonianza al processo, gli abusi nei confronti di Sylvia iniziarono dopo che lei e Jenny tornavano alla residenza della Baniszewski dall'Arsenal Technical High School, così come nei fine settimana. Gli abusi consistevano inizialmente nel picchiare Sylvia e nel non darle cibo, costringendola a mangiare avanzi o cibo avariato dai bidoni della spazzatura. In un'occasione, la Likens fu accusata di aver rubato delle caramelle che aveva in realtà acquistato.
In un'altra occasione, alla fine di agosto, la Likens fu oggetto di umiliazione per aver affermato di avere un fidanzato a Long Beach, che aveva conosciuto nella primavera del 1965 quando la sua famiglia viveva in California. In risposta a ciò, Gertrude le chiese se avesse "mai fatto qualcosa con un ragazzo" a cui la Likens - incerta sul suo significato - rispose, "Immagino di sì", e disse che era andata a pattinare con dei ragazzi lì, e che una volta era andata in un parco sulla spiaggia con loro e Jenny. Continuando la conversazione con Stephanie Baniszewski e Jenny, la Likens disse che una volta si era sdraiata sotto le coperte con il suo ragazzo. Sentendo questo, Gertrude chiese: "Perché l'hai fatto, Sylvia?" Sylvia rispose: "Non lo so" alzando le spalle. Diversi giorni dopo, Gertrude tornò sull'argomento con Likens, dicendole: "Il tuo stomaco sta diventando più grande, Sylvia. Sembra che tu stia per avere un bambino". La Likens pensava che Gertrude stesse scherzando con lei e le rispose: "Sì, sicuramente sta diventando grande. Devo solo mettermi a dieta."
Tuttavia, Gertrude poi informò lei e le altre ragazze della casa che ogni volta che "facevano qualcosa" con un ragazzo, sarebbero state sicure di avere un bambino. Prese poi a calci la Likens nei genitali. Paula - lei stessa sovrappeso, incinta di tre mesi e anche gelosa dell'aspetto fisico di Sylvia - partecipò all'attacco; facendola cadere dalla sedia sul pavimento della cucina, gridando: "Non sei degna di sederti su una sedia!"
In un'altra occasione, mentre la famiglia cenava, Gertrude, Paula e un ragazzo del vicinato di nome Randy Gordon Lepper, costrinsero a mangiare a Sylvia un hot dog pieno di condimenti, tra cui senape, ketchup e spezie. Come risultato, la Likens vomitò e fu costretta a consumare ciò che aveva rigurgitato.
In quello che fu l'unico atto di ribellione della Likens, si ritiene che la ragazza diffuse la voce all'Arsenal Technical High School secondo la quale Stephanie e Paula Baniszewski erano prostitute. Presumibilmente lo fece arrabbiata con la proprietaria di casa che le rivolgeva le stesse accuse.
Mentre era a scuola, a Stephanie furono fatte delle avances da un ragazzo al quale la Likens aveva riferito questa voce. Al ritorno a casa quel giorno, Stephanie interrogò Sylvia sulla voce che girava e lei ammise di averla fatta circolare. Stephanie in risposta le diede un pugno, ma la Likens si scusò con lei, in lacrime, e anche Stephanie iniziò a piangere. Tuttavia quando il ragazzo di Stephanie, il quindicenne Coy Randolph Hubbard, sentì della voce, attaccò brutalmente Sylvia; schiaffeggiandola, sbattendole la testa contro il muro e facendola cadere all'indietro sul pavimento. Quando Gertrude scoprì il fatto, la picchiò con una pagaia.
In un'altra occasione, Paula picchiò Sylvia sul viso con una tale forza che si ruppe il polso, avendo principalmente concentrato i suoi colpi sui denti e sugli occhi della Likens. Più tardi, Paula usò il gesso sul suo polso per picchiarla ulteriormente. Gertrude accusò ripetutamente e falsamente Sylvia di promiscuità e di prostituirsi, rivolgendo alla Likens invettive sulla sporcizia della prostituzione e delle donne in generale. Gertrude in seguito avrebbe occasionalmente costretto Jenny a colpire sua sorella, picchiandola se non si fosse adeguata.
Coy Hubbard e molti dei suoi compagni di classe visitavano spesso la residenza della Baniszewski per tormentare Sylvia sia fisicamente che verbalmente, spesso collaborando con i figli della Baniszewski e con la stessa Gertrude. Con l'incoraggiamento attivo di Gertrude, questi bambini del vicinato picchiavano con regolarità Sylvia, a volte usandola come manichino in sessioni violente di judo lacerandole il corpo, bruciandole la pelle con sigarette accese per più di 100 volte, e ferendo gravemente i suoi genitali. Per intrattenere Gertrude e i suoi complici adolescenti, Likens fu costretta a un certo punto a spogliarsi nuda nel soggiorno di famiglia e a masturbarsi con una bottiglia di vetro di Pepsi-Cola in loro presenza, con Gertrude che affermava a tutti i presenti che questo atto di umiliazione per Sylvia era per "dimostrare a Jenny che tipo di ragazza sei."
Gertrude alla fine proibì a Sylvia di frequentare la scuola dopo che confessò di aver rubato una tuta da ginnastica dalla scuola a causa del rifiuto di Gertrude di acquistare i vestiti per lei. Per questo furto, Gertrude la frustò con una cintura della polizia spessa quasi 8 centimetri. Gertrude spostò quindi la conversazione sui "mali" del sesso prematrimoniale prima di prendere ripetutamente a calci Likens nei genitali mentre Stephanie accorse in sua difesa, gridando: "Non ha fatto niente!" Gertrude quindi bruciò la punta delle dita di Sylvia con dei fiammiferi prima di frustarla ulteriormente. Pochi giorni dopo, Gertrude frustò ripetutamente anche Jenny con la cintura della polizia dopo che, secondo quanto riferito, aveva rubato una scarpa da tennis da scuola per indossarla sul piede sano.

### Mancate denunce dei fatti
Le sorelle Likens avevano paura di informare i membri della famiglia o gli adulti nella loro scuola dei crescenti episodi di abuso e abbandono che stavano subendo, poiché entrambe temevano che ciò avrebbe solo peggiorato la loro situazione. Jenny, in particolare, ebbe difficoltà ad informare i membri della famiglia, poiché era stata minacciata da Gertrude che sarebbe stata a sua volta maltrattata e torturata come sua sorella se lo avesse fatto. Jenny fu anche vittima di bullismo da parte delle ragazze del suo quartiere, oltre a essere ridicolizzata o picchiata occasionalmente ogni volta che alludeva alla situazione di Sylvia.
A luglio e agosto, sia Lester che Elizabeth Likens tornavano occasionalmente a Indianapolis per visitare le loro figlie, ogni volta che il loro programma di viaggio ne offriva l'opportunità. L'ultima occasione in cui Lester ed Elizabeth fecero visita alle figlie fu alla fine di agosto. In questa occasione, nessuna delle ragazze mostrò alcun segno visibile di angoscia per i maltrattamenti subiti ai genitori. Ciò era probabilmente dovuto al fatto che entrambe erano in presenza di Gertrude e dei suoi figli. Quasi subito dopo che Lester ed Elizabeth avevano lasciato la famiglia Baniszewski per la loro ultima visita, Gertrude si voltò verso Sylvia e le disse: "Cosa hai intenzione di fare ora, Sylvia? Adesso se ne sono andati?"
In un'occasione a settembre, le ragazze incontrarono la loro sorella maggiore, Dianna Shoemaker, in un parco locale. Sia Jenny che Sylvia informarono Dianna degli abusi che stavano subendo per mano della loro badante, aggiungendo che Sylvia era stata specificamente presa di mira per abusi fisici e quasi sempre per cose che non aveva né detto né fatto. Nessuna delle sorelle menzionò l'effettivo indirizzo in cui risiedevano e, inizialmente, Dianna credeva che le sorelle stessero esagerando le loro affermazioni riguardo alla portata del maltrattamento subito.
Diverse settimane prima, Sylvia e Jenny avevano incontrato Dianna nello stesso parco, mentre erano in compagnia dell'undicenne Marie Baniszewski, e a Sylvia fu dato un panino da mangiare quando disse a sua sorella di avere fame. La Likens rimase in silenzio sulla questione, anche se Marie rivelò il fatto alla famiglia alla fine di settembre. In risposta, Gertrude accusò Sylvia di gola prima che lei e Paula la soffocassero e la picchiassero. Sottoposero quindi Sylvia a un bagno bollente per "ripulirla dal peccato", con Gertrude che le afferrava i capelli e le sbatteva ripetutamente la testa contro la vasca per rianimarla ogni volta che sveniva.
Poco dopo questo incidente, il padre di un ragazzo del quartiere di nome Michael John Monroe telefonò alla Arsenal Technical High School per riferire in modo anonimo che una ragazza con ferite aperte su tutto il corpo viveva nella famiglia Baniszewski. Poiché la Likens non frequentava la scuola da diversi giorni, un'infermiera scolastica visitò la casa di East New York Street per indagare su queste affermazioni. Gertrude affermò all'infermiera che Sylvia era scappata di casa la settimana precedente e che non era a conoscenza di dove si trovasse, aggiungendo che la Likens era "fuori controllo" e che le sue ferite aperte erano il risultato del rifiuto di Likens di mantenere igiene personale dignitosa. Gertrude affermò inoltre che Sylvia aveva avuto una cattiva influenza sia sui suoi figli che su sua sorella. La scuola non svolse ulteriori indagini sulla ragazza.
I vicini della famiglia Baniszewski erano una coppia di mezza età di nome Raymond e Phyllis Vermillion. Inizialmente entrambi consideravano Gertrude una badante ideale per le sorelle Likens ed entrambi avevano visitato la residenza di Baniszewski in due occasioni mentre le ragazze erano affidate alle cure di Gertrude. In entrambe le occasioni, i Vermillion videro Paula abusare fisicamente di Sylvia - che in entrambe le occasioni aveva un occhio nero - e vantarsi apertamente del suo maltrattamento nei confronti della bambina. Durante la loro seconda visita alla famiglia Baniszewski, entrambi notarono come la Likens sembrava estremamente mite e un po' "simile a uno zombie". Tuttavia, i Vermillion non segnalarono mai alle autorità l'evidente maltrattamento di Sylvia.
Intorno al 1º ottobre, Dianna Shoemaker scoprì che le sorelle risiedevano temporaneamente nella residenza Baniszewski. Visitò quindi la proprietà nel tentativo di avviare contatti regolari. Gertrude, tuttavia, non permise a Dianna di entrarle in casa, affermando che aveva "[ricevuto] il permesso" dai loro genitori di non permettere a nessuna delle ragazze di vederla. Ordinò quindi a Dianna di uscire dalla sua proprietà. Circa due settimane dopo, Dianna incontrò Jenny, per caso, vicino alla casa e le chiese come stesse Sylvia. Lei le rispose: "Non posso dirtelo o mi metterò nei guai"."

## 25 e 26 ottobre
Il 25 ottobre, Sylvia tentò di fuggire dal seminterrato dopo aver sentito una conversazione tra Gertrude e John Baniszewski Jr. relativa al piano della famiglia di abbandonarla e farla morire. Tentò di fuggire dalla porta d'ingresso, tuttavia, a causa delle sue estese ferite e della debolezza generale, Gertrude la catturò prima di farla fuggire dalla proprietà. A Sylvia venne poi dato un toast da mangiare, ma non fu in grado di consumare il cibo a causa del suo estremo stato di disidratazione. Gertrude le forzò il toast in bocca prima di colpirle ripetutamente il viso con un'asta per tende finché le sezioni dello strumento non furono piegate ad angolo retto. Coy Hubbard poi prese l'asta della tenda da Gertrude e colpì la Likens ancora una volta, rendendola incosciente. Gertrude poi la trascinò nel seminterrato.
Quella sera, Sylvia tentò disperatamente di allertare i vicini gridando aiuto e colpendo le pareti del seminterrato con una vanga. Un vicino di casa dei Baniszewski avrebbe poi informato la polizia di aver sentito il disperato trambusto e di aver identificato la fonte come proveniente dal seminterrato di 3850 East New York Street, ma che il rumore era improvvisamente cessato intorno alle 3 di notte, decidendo di non informare la polizia dei rumori.

### La morte
La mattina del 26 ottobre, Sylvia non era in grado né di parlare in modo intelligibile né di coordinare correttamente il movimento degli arti. Gertrude la trasferì in cucina e, dopo averla appoggiata con la schiena contro un muro, tentò di darle da mangiare una ciambella e un bicchiere di latte. La gettò poi a terra frustrata quando Sylvia non fu in grado di portare correttamente il bicchiere di latte alle labbra. Venne quindi riportata nel seminterrato.
Poco dopo, Sylvia fu in preda a deliri, gemendo e borbottando. Quando Paula le chiese di recitare l'alfabeto inglese, la ragazza non fu in grado di recitare nulla oltre le prime 4 lettere né di alzarsi da terra. In risposta, Paula la minacciò di alzarsi o altrimenti le sarebbe saltata addosso. Gertrude le ordinò poi, dal momento che aveva defecato, di pulirsi.
Quel pomeriggio, molti degli altri aguzzini di Sylvia si radunarono nel seminterrato. Sylvia mosse a scatti le sue braccia in un apparente tentativo di indicare i volti dei torturatori che poteva riconoscere, facendo affermazioni come "Sei. . . Ricky" e "Sei Gertie" prima che Gertrude gridasse concisamente: "Zitta! Sai chi sono!" Pochi minuti dopo, Sylvia tentò senza successo di addentare una pera marcia che le era stata data da mangiare, affermando che poteva sentire la debolezza nei suoi denti. Dopo aver sentito ciò, Jenny rispose: "Non ti ricordi, Sylvia? Il tuo dente anteriore fu tolto quando avevi sette anni". Jenny lasciò poi Sylvia nel seminterrato per svolgere lavori di giardinaggio per i vicini nella speranza di guadagnare soldi da spendere.
Nel tentativo di lavare Sylvia, un sorridente John Baniszewski Jr. la pulì con un tubo da giardino portato a casa quel pomeriggio da Randy Lepper su richiesta di Gertrude. Sylvia tentò di nuovo disperatamente di uscire dal seminterrato, ma crollò prima che potesse raggiungere le scale. In risposta al tentativo di fuga, Gertrude calpestò la testa di Sylvia prima di alzarsi e fissarla per diversi istanti. Poco dopo le 17,30 Richard Hobbs tornò alla residenza della Baniszewski e si diresse immediatamente nel seminterrato. Scivolò sulle scale bagnate del seminterrato e cadde pesantemente sul pavimento del seminterrato vedendo Stephanie che piangeva e coccolava il corpo emaciato e lacerato di Sylvia dopo che la madre le aveva ordinato di pulirla.
Stephanie e Richard decisero quindi di fare a Sylvia un bagno caldo con il sapone e di vestirla con abiti nuovi. La adagiarono poi su un materasso in una delle camere da letto mentre Sylvia mormorava il suo ultimo desiderio, che "papà fosse qui" e che Stephanie la portasse a casa. Stephanie poi si rivolse a sua sorella minore, Shirley, esclamando: "Oh! Starà bene!"
Quando Stephanie si accorse che Sylvia non respirava, tentò di effettuare la respirazione bocca a bocca mentre Gertrude gridava ai ragazzi presenti che Sylvia stava fingendo la sua morte. La ragazza aveva 16 anni quando infine cedette alle ferite.

## Arresto
Gertrude Baniszewski inizialmente picchiò il cadavere di Likens con un libro, gridando "Falsa! Falsa!" per svegliarla. Tuttavia, presto si fece prendere dal panico e ordinò a Richard Hobbs di chiamare la polizia da un telefono pubblico nelle vicinanze. Quando la polizia arrivò al suo indirizzo alle 18,30, Gertrude condusse gli ufficiali al corpo ampiamente bastonato e mutilato di Sylvia sdraiato su un materasso sporco nella camera da letto prima di consegnare loro la lettera che la aveva costretta a scrivere in precedenza sotto dettatura. Dichiarò inoltre di aver "curato" la ragazza per un'ora o più prima della sua morte, dopo aver applicato alcol denaturato sulle ferite di Likens in un inutile tentativo di primo soccorso prima che morisse. Aggiunse che Sylvia era già scappata dalla sua casa con diversi ragazzi adolescenti prima di tornare a casa sua nel primo pomeriggio, a seno nudo e stringendo il biglietto.
Stringendo la Bibbia, Paula Baniszewski, dopo aver dichiarato ai presenti che la morte di Sylvia "doveva accadere" disse a Jenny tranquillamente: "Se vuoi vivere con noi, Jenny, ti tratteremo come tua sorella."
Come precedentemente istruita da Gertrude, Jenny Likens recitò alla polizia la versione della morte della sorella stabilita in precedenza, prima di sussurrare agli agenti: "Portatemi fuori di qui e vi dirò tutto."
La dichiarazione formale fornita da Jenny Likens spinse gli agenti ad arrestare Gertrude, Paula, Stephanie e John Jr. Baniszewski con l'accusa di omicidio entro poche ore dalla scoperta del corpo. Lo stesso giorno, anche Coy Hubbard e Richard Hobbs furono arrestati e accusati degli stessi reati. I tre figli maggiori di Baniszewski, più Coy Hubbard, vennero posti sotto custodia di un vicino centro di detenzione minorile; i Baniszewski più giovani e Richard Hobbs vennero detenuti presso la Children's Guardians Home di Indianapolis. Tutti furono trattenuti senza cauzione in attesa del processo.
Inizialmente, Gertrude negò qualsiasi coinvolgimento nella morte di Sylvia, anche se il 27 ottobre aveva confessato di aver saputo che "i ragazzi", in particolare sua figlia Paula e Coy Hubbard, avevano abusato fisicamente ed emotivamente della ragazza, affermando: "Paula ha fatto la maggior parte dei danni "," e "Coy Hubbard la picchiò molto". Gertrude ammise di aver costretto la ragazza a dormire nel seminterrato in circa tre occasioni quando aveva bagnato il letto. Divenne evasiva quando un ufficiale affermò che le probabili ragioni per cui Sylvia era diventata incontinente erano lo stress emotivo e le lesioni ai reni.
Senza alcun rimorso, Paula firmò dichiarazione ammettendo di aver ripetutamente picchiato Sylvia sul sedere con la cintura della polizia di sua madre, una volta rompendosi il polso sulla mascella di Sylvia e infliggendole altri atti di brutalità, incluso spingerla giù per le scale nel seminterrato "due o tre volte", e facendole un occhio nero. John Jr. ammise di aver "sculacciato" Sylvia in un'occasione, aggiungendo che "il più delle volte, ho usato i pugni" per abusarne. Ammise di aver bruciato Sylvia con dei fiammiferi in diverse occasioni, aggiungendo che sua madre l'aveva ripetutamente bruciata con delle sigarette.

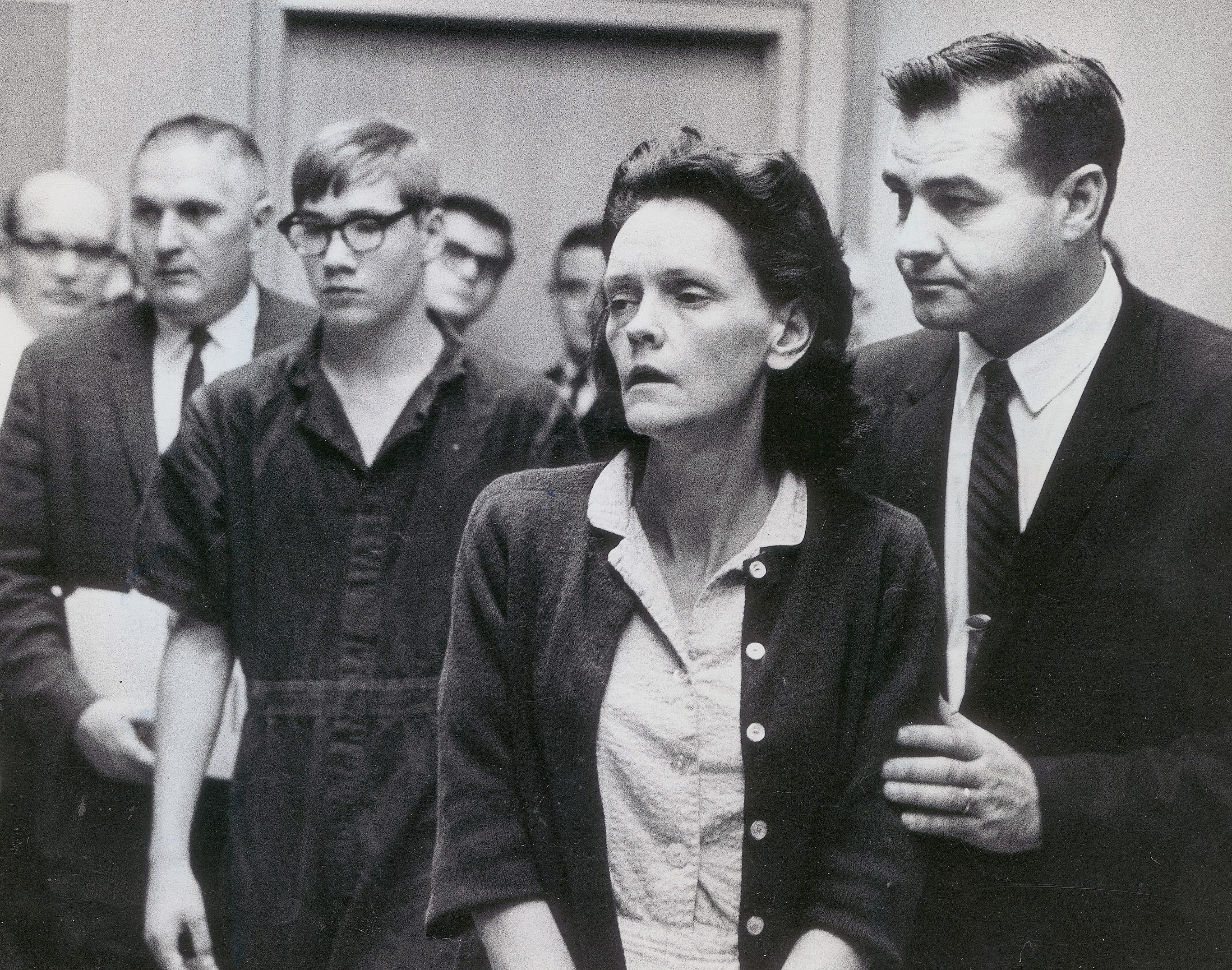
Richard Hobbs e Gertrude Baniszewski in un'udienza davanti al giudice della contea di Marion Harry Zaklan, 1 novembre 1965. Entrambi vennero formalmente accusati di omicidio in questa data.

Anche altri cinque bambini del vicinato che avevano partecipato alle torture - Michael Monroe, Randy Lepper, Darlene McGuire, Judy Duke e Anna Siscoe - vennero arrestati il 29 ottobre. Tutti vennero accusati di aver causato lesioni personali e ciascuno fu successivamente rilasciato sotto la custodia dei genitori sotto sub poena di comparizione come testimoni al prossimo processo.

### Autopsia
L'autopsia del corpo di Sylvia rivelò che aveva subito più di 150 ferite separate su tutto il corpo, oltre ad essere estremamente emaciata al momento della sua morte. Le ferite stesse variavano per posizione, natura, gravità e stato di guarigione. Le sue ferite includevano ustioni, gravi lividi e vasti danni muscolari e nervosi. La sua cavità vaginale era quasi chiusa da quanto era gonfia, anche se un esame della vagina stabilì che il suo imene era ancora intatto, screditando le affermazioni di Gertrude che Sylvia fosse incinta di tre mesi, una prostituta e promiscua. Inoltre, tutte le unghie di Likens erano rotte all'indietro e la maggior parte degli strati esterni della pelle del viso, del seno, del collo e del ginocchio destro della ragazza o si erano staccati o si erano ritirati. Nella sua agonia Sylvia si era evidentemente morsa le labbra, staccandole in parte dal suo viso.
La causa ufficiale della morte di Likens fu definita dal medico legale Dr. Arthur Kebel in un ematoma subdurale causato da un grave colpo alla tempia destra. Sia lo shock che aveva subito principalmente a causa del danno grave e prolungato inflitto alla pelle e ai tessuti sottocutanei, sia la grave malnutrizione, vennero elencati come fattori che contribuirono alla morte. Il rigor mortis si era completamente sviluppato al momento della scoperta del corpo, indicando che Sylvia poteva essere morta fino a otto ore prima di essere trovata, anche se il dottor Kebel notò che era stata lavata poco prima, forse dopo la morte, e che questo avrebbe potuto accelerare la perdita della temperatura corporea e quindi accelerare l'insorgenza del rigor mortis.

## Funerale
Il funerale di Sylvia Likens si svolse presso la Russell & Hitch Funeral Home a Lebanon nel pomeriggio del 29 ottobre. Il servizio funebre fu svolto dal reverendo Louis Gibson, i presenti furono più di 100. La bara grigia di Sylvia rimase aperta per tutta la cerimonia, con una sua foto scattata prima del luglio 1965 che adornava la bara.
Nel suo elogio, il reverendo Gibson dichiarò: "Abbiamo tutti il nostro tempo (di passaggio), ma non soffriremo come ha sofferto la nostra piccola sorella durante gli ultimi giorni della sua vita". Il reverendo Gibson poi si avvicinò alla bara di Sylvia prima di aggiungere: "È andata all'eternità."
Dopo la cerimonia, la bara di Sylvia fu posta dai portatori in un carro funebre e portata al cimitero di Oak Hill per essere sepolta. Questo carro funebre faceva parte di una processione di 14 veicoli diretti al cimitero per la sepoltura. Sulla sua lapide sono incise le parole: "Our Darling Daughter" (la nostra cara figlia)."

## Rinvio a giudizio
Il 30 dicembre 1965, il grand jury della contea di Marion rinviò a giudizio con l'accusa di omicidio di primo grado Gertrude Baniszewski e due dei suoi tre figli maggiori, Paula e John Baniszewski Jr. Vennero rinviati a giudizio anche Richard Hobbs e Coy Hubbard. Tutti vennero accusati di aver ripetutamente colpito, picchiato, preso a calci e di aver inflitto lesioni mortali a Sylvia Likens con premeditazione.
Tre settimane prima del deposito delle accuse contro i cinque imputati, Stephanie Baniszewski era stata rilasciata dalla custodia in base a un atto di habeas corpus, con il suo avvocato che sostenne con successo che lo stato non aveva prove sufficienti per sostenere qualsiasi accusa di omicidio o lesioni contro la sua assistita. Stephanie rinunciò all'immunità da qualsiasi potenziale processo imminente mentre accettava di testimoniare contro la sua famiglia e contro qualsiasi altra persona accusata di abuso e omicidio nei confronti di Sylvia Likens.
In un'udienza preliminare tenutasi il 16 marzo 1966, diversi psichiatri testimoniarono davanti al giudice Saul Isaac Rabb sui risultati degli esami psichiatrici che avevano condotto sui tre individui accusati dell'omicidio della Likens. Gli esperti testimoniarono che tutti e tre erano in grado di intendere e di volere e potevano essere processati.

## Il processo
Il 18 aprile 1966 iniziò il processo contro Gertrude Baniszewski, i suoi figli Paula e John, Richard Hobbs e Coy Hubbard. Tutti furono processati insieme davanti al giudice Rabb al City-County Building di Indianapolis.
Il Voir dire iniziò il 18 aprile e continuò per diversi giorni. L'accusa era composta da Leroy K. New e Marjorie Wessner, che il 16 aprile avevano annunciato la loro intenzione di chiedere la pena di morte per tutti e cinque gli imputati. Sostennero con successo davanti al giudice Rabb che tutti gli imputati dovevano essere processati insieme poiché erano accusati di aver agito "di concerto" nei loro crimini collettivi contro Likens e che in quanto tali, se ciascuno fosse stato processato separatamente, né il giudice né la giuria sarebbero stati in grado di ascoltare le testimonianze relative a un "quadro complessivo" dei reati commessi.
Ogni potenziale giurato fu interrogato dai legali sia dell'accusa che della difesa in relazione alle loro opinioni riguardo alla pena capitale come giusta pena per un omicidio di primo grado, e se una madre fosse effettivamente responsabile del "comportamento dei suoi figli". I giurati che espressero qualsiasi opposizione alla pena di morte vennero revocati dall'incarico da Leroy New; chiunque lavorasse con i bambini, esprimesse pregiudizio contro una difesa per infermità mentale o repulsione riguardo all'effettiva natura orribile della morte di Sylvia Likens, veniva escluso dagli avvocati difensori.
Gertrude Baniszewski fu difesa da William Erbecker; sua figlia Paula fu difesa da George Rice. Richard Hobbs venne difeso da James G. Nedder; John Baniszewski Jr. e Coy Hubbard furono difesi da Forrest Bowman. Gli avvocati di Richard Hobbs, Coy Hubbard, Paula e John Baniszewski Jr. affermarono che i loro assistiti erano stati spinti a partecipare ai tormenti, agli abusi e alle torture di Sylvia Likens dalle pressioni di Gertrude Baniszewski. Gertrude si dichiarò non colpevole per infermità mentale.

### Testimonianze
Uno dei primi testimoni ad essere interrogato per conto dell'accusa fu il vice coroner Charles Ellis, che testimoniò il 29 aprile sull'intenso dolore che Sylvia aveva provato, affermando che le sue unghie erano rotte, numerosi tagli profondi e forature coprivano gran parte del suo corpo, e che le sue labbra erano "essenzialmente a brandelli" perché le aveva ripetutamente morse e masticate. Ellis testimoniò inoltre che Sylvia era già in uno stato di shock acuto da due a tre giorni prima della sua morte e che poteva essere in uno stato di shock troppo avanzato per offrire resistenza a qualsiasi forma di cura effettuata nelle sue ultime ore di vita. Ciò nonostante, sottolineò che a parte l'ampio gonfiore all'interno e intorno ai suoi genitali, il corpo non mostrava segni di molestie sessuali dirette.
Il 2 e 3 maggio, Jenny Likens testimoniò contro tutti e cinque gli imputati, affermando che ciascuno di loro aveva ripetutamente e ampiamente, sia fisicamente che emotivamente, abusato di sua sorella, aggiungendo che Sylvia non aveva fatto nulla per provocare le aggressioni e non erano vere né le voci delle quali era stata falsamente accusata, né gli insulti che le erano stati rivolti. Durante la sua testimonianza, Jenny dichiarò che gli abusi che sua sorella e, in misura molto minore, lei stessa aveva subito, iniziarono circa due settimane dopo che avevano iniziato a vivere nella casa della Baniszewski, e che a causa della violenza crescente degli abusi che la sorella era stata costretta a subire, a volte non era stata in grado di piangere a causa dello stato avanzato di disidratazione. Jenny scoppiò in lacrime ricordando come, pochi giorni prima della morte della sorella, le era stato detto: "Jenny, so che non vuoi che muoia, ma morirò. Io lo so!"
Parti della testimonianza di Jenny Likens furono successivamente corroborate da quella di Randy Lepper, che affermò di aver visto una volta Sylvia piangere, ma senza versare lacrime. Lepper testimoniò di aver visto Stephanie colpire Likens "davvero duramente" dopo che sua madre le aveva ordinato di togliersi i vestiti in sua presenza. Poi sorrise visibilmente mentre confessava di aver picchiato la ragazza tra le 10 e le 40 volte separatamente.
Il 10 maggio, un ministro battista di nome Roy Julian testimoniò di aver saputo che una ragazza adolescente stava venendo abusata in casa Baniszewski, sebbene non avesse riferito queste informazioni alle autorità poiché, essendo stato informato da Gertrude che Sylvia aveva "fatto avances agli uomini per soldi", aveva creduto che la ragazza fosse stata punita per adescamento. Lo stesso giorno, anche la tredicenne Judy Duke testimoniò, ammettendo di aver visto la Likens una volta sopportare il sale strofinato nelle piaghe sulle gambe fino a quando non urlò. La Duke ha anche testimoniato riguardo a un'occasione in cui vide Shirley Baniszewski, 10 anni, strappare la camicetta di Sylvia, con Richard Hobbs che aveva osservato, "Tutti si stanno divertendo con Sylvia". 
l giorno seguente, Gertrude Baniszewski testimoniò in sua difesa. Negò qualsiasi responsabilità per l'abuso prolungato, il tormento e la morte definitiva di Likens, sostenendo che i suoi figli e altri bambini nel suo quartiere dovevano aver commesso gli atti all'interno della sua casa, che descrisse come "un tale manicomio". Aggiunse inoltre che era stata troppo preoccupata per la propria cattiva salute e depressione per controllare i suoi figli.
Quando le chiesero se avesse mai abusato fisicamente delle sorelle Likens, Gertrude affermò che sebbene avesse "iniziato a sculacciare" Sylvia in un'occasione, era emotivamente incapace di finire di farlo, e non aveva colpito la ragazza in altre occasioni. Negò di aver mai saputo che Sylvia avesse subito percosse, scottature, marchiature o bruciature all'interno della sua casa.
Due giorni dopo, Richard Hobbs testimoniò in sua difesa, descrivendo come Gertrude avesse chiamato Sylvia in cucina il 23 ottobre e le disse: "Hai marchiato i miei figli, quindi ora ti marchierò". Hobbs dichiarò che Gertrude aveva iniziato a incidere l'insulto nell'addome di Likens prima di chiedergli di finire il compito. Sebbene Hobbs abbia testimoniato che il marchiamento aveva fatto uscire sangue dalla pelle della Likens e che lei lo aveva pregato di smettere, rimase irremovibile sul fatto che il marchio che aveva inflitto fosse stato leggero. Hobbs ha inoltre testimoniato che inizialmente aveva creduto che Sylvia non sarebbe stata a casa Baniszewski il 26 ottobre, poiché Gertrude lo aveva informato che intendeva "sbarazzarsi di Sylvia" il giorno prima. Affermò inoltre che, dopo la morte di Sylvia, era semplicemente tornato a casa per guardare "il resto del The Lloyd Thaxton Show ". 
Quando Marie Baniszewski fu chiamata a testimoniare per la difesa, crollò e ammise di aver riscaldato l'ago che Hobbs aveva usato per marchiare l'addome di Sylvia. Marie confessò inoltre dell'indifferenza di sua madre per l'evidente angoscia di Sylvia in relazione all'abuso fisico e mentale che stava progressivamente soffrendo, di cui sua madre aveva piena conoscenza, affermando che in un'occasione Gertrude si era seduta su una sedia lavorando all'uncinetto mentre guardava una ragazza del quartiere di nome Anna Siscoe attaccare Sylvia. Marie aggiunse che nonostante tutti e cinque gli imputati avessero ripetutamente tormentato fisicamente e mentalmente Sylvia, erano spesso sua madre e sua sorella a compiere gli attacchi, prima che Sylvia venisse costretta a vivere nel seminterrato dove gli abusi si erano ulteriormente intensificati e fu infine portata alla morte. Per l'accusa venne chiamata a testimoniare Grace Sargent, che dichiarò come si fosse seduta vicino a Paula su un autobus della chiesa e l'avesse sentita vantarsi apertamente di essersi rotta il polso a causa della forza con cui aveva colpito il viso di Sylvia il primo agosto. La Sargent testimoniò che Paula finì di vantarsi dicendo: "Ho cercato di ucciderla!"
Il 16 maggio, un medico nominato dal tribunale di nome Dwight Schuster testimoniò a favore dell'accusa. Interrogato da Leroy New in merito alle interviste esaurienti e alle valutazioni che aveva condotto con Gertrude, il dottor Schuster affermò che era stata evasiva e poco collaborativa. Il Dr. Schuster parlò della sua convinzione che Gertrude fosse sana di mente e avesse il pieno controllo delle sue azioni, aggiungendo che era sana di mente nell'ottobre 1965, ed è rimasta sana fino ad allora. Il dottor Schuster fu sottoposto a più di due ore di intenso controinterrogatorio da parte dell'avvocato di Gertrude, William Erbecker, nonostante rimase irremovibile sul fatto che Gertrude non fosse e non fosse mai stata psicotica.

## Argomentazioni conclusive

### Accusa
Il sostituto procuratore Marjorie Wessner presentò l'argomentazione conclusiva dello stato davanti alla giuria per l'accusa. Poiché ogni imputato, ad eccezione di Richard Hobbs, era rimasto impassibile, Wessner raccontò il continuo maltrattamento che Sylvia Likens aveva subito prima di morire, sottolineando come non avesse mai provocato nessuno degli imputati, o ricevuto cure mediche oltre a della margarina spalmata occasionalmente sulle scottature sul viso e sul corpo. Facendo riferimento a forme e modalità di abuso e negligenza da parte degli imputati e alla loro incapacità collettiva di aiutare Sylvia o di dissuadersi a vicenda dal maltrattarla, Wessner descrisse le torture come "da far rivoltare lo stomaco" e paragonò il trattamento subito come crudeltà a quello commesso contro i prigionieri dei campi di concentramento nazisti.
Con riferimento al fatto che la morte della Likens fosse premeditata, Wessner richiamò l'attenzione della giuria sulle note che Gertrude aveva costretto Sylvia a scrivere il 24 ottobre, affermando: "[Gertrude] sapeva il [24 ottobre] che avrebbe tenuto queste note fino a quando lei e il resto degli imputati non avessero portato a termine l'omicidio di Sylvia." Tenendo in alto un ritratto della ragazza scattato prima del luglio 1965, Wessner aggiunse: "Vorrei che fosse qui oggi, con gli occhi come in questa foto, pieni di speranza e aspettativa."

### Difesa
William Erbecker fu il primo avvocato difensore a presentare la sua argomentazione conclusiva davanti alla giuria; tentò di presentare la sua cliente come pazza e quindi incapace di comprendere la gravità o la criminalità delle sue azioni, affermando: "La condanno per essere un'assassina, è quello che faccio, ma dico che non è responsabile, perché non è totalmente presente!" Erbecker si diede poi un colpetto alla testa per enfatizzare il riferimento alle sue facoltà mentali, prima di aggiungere: "Se questa donna è sana di mente, mettetela sulla sedia elettrica. Ha commesso atti di degradazione che non commettereste su un cane... Deve essere pazza, altrimenti non l'avrebbe permesso. Dovrete convivere con la vostra coscienza per il resto della vita se manderete una donna pazza sulla sedia elettrica." Tenendo in alto una fotografia dell'autopsia di Likens, Erbecker disse all giuria di guardarla, aggiungendo: "Guardate le labbra di questa ragazza! Quanto può diventare sadica una persona? La donna [Gertrude] è completamente pazza!" Erbecker fece poi riferimento alla precedente testimonianza di uno psichiatra che aveva messo in dubbio la sanità mentale di Gertrude prima di concludere la sua dichiarazione.
Forrest Bowman iniziò il suo discorso conclusivo in modo apertamente critico attaccando la scelta dell'accusa di chiedere la pena di morte per i minorenni, affermando: "Vorrei avere un'ora del tempo [della giuria] per spiegare perché i sedicenni e i tredicenni non dovrebbero essere condannati a morte". Astenendosi dal riconoscere il numero delle atrocità che ciascuno aveva inflitto a Sylvia, Bowman enfatizzò ripetutamente l'età dei suoi clienti, affermando che ognuno era colpevole solo di aggressione e percosse per poi chiedere un verdetto di non colpevolezza per ogni giovane.
George Rice iniziò le sue argomentazioni conclusive denunciando il fatto che Paula e gli altri imputati erano stati processati congiuntamente. Eludendo le molteplici testimonianze rese al processo che descrissero Paula e sua madre come i partecipanti più attivi negli abusi fisici a Sylvia Likens, Rice affermò che le prove presentate contro il suo cliente non corrispondevano alla sua reale colpevolezza per l'omicidio. Chiese poi alla giuria di emettere un verdetto di non colpevolezza per una ragazza che era "passata attraverso l'umiliazione di essere processata in un tribunale".
James Nedder iniziò sua argomentazione conclusiva in difesa di Richard Hobbs riferendosi alla perdita di Sylvia, affermando: "Aveva il diritto di vivere. Nel mio cuore non riesco a ricordare una ragazza contro cui si è tanto peccato e abusato". Ha poi fatto riferimento al coraggio di Hobbs nello scegliere di testimoniare in propria difesa e al "controinterrogatorio selvaggio e implacabile" a cui era stato sottoposto da Leroy New. Nedder tentò di ritrarre il suo cliente come una personalità esecutrice che aveva agito sotto il controllo di Gertrude Baniszewski, suggerendo che se non avesse inciso parte dell'osceno insulto nell'addome della Likens su richiesta di Gertrude, Hobbs avrebbe potuto benissimo essere un testimone per la pubblica accusa, al contrario di Stephanie Baniszewski. Fece poi riferimento all'incapacità generale di Jenny di rendere noti alle autorità gli abusi su sua sorella fino a quando non era già morta, descrivendola come "una sorella che poteva zoppicare tre miglia e mezzo fino a un parco ma non poteva fare due o tre passi fuori a New York Street per chiedere aiuto". 
Nedder concluse chiedendo un verdetto di non colpevolezza, affermando che Hobbs era "colpevole di immaturità e di grande mancanza di giudizio", ma non di omicidio.

### Smentita
Leroy New confutò le argomentazioni conclusive degli avvocati difensori promettendo di "parlare attraverso le labbra maciullate e tagliuzzate di Sylvia Likens. La vedo ovunque guardo". Descrivendo il catalogo dei maltrattamenti che la Likens aveva subito prima della sua morte per mano di ciascuno degli imputati, New affrontò direttamente le critiche che aveva ricevuto in precedenza da Forrest Bowman nella sua argomentazione conclusiva riguardante i "bambini controinterrogati" dell'accusa, affermando: "Il compito dei pubblici ministeri è presentare le prove al meglio delle nostre capacità. Ora, diamo un'occhiata ad alcune delle responsabilità qui. Ciascuno dei cinque imputati aveva innanzitutto la responsabilità di lasciare in pace Sylvia Likens; noi avevamo la responsabilità di portare tutte le prove che potevamo trovare che potessero spiegare questo crimine."
Riferendosi alle argomentazioni di chiusura fatte da vari avvocati difensori in merito alle motivazioni delle azioni dei loro clienti, ai loro tentativi di deviare la responsabilità su altri imputati o partecipanti e all'incapacità collettiva dei loro clienti di aiutare Sylvia o di informare le autorità, New aggiunse: "Tutto quello che sentiamo è un appello lamentoso, tutto, tranne che incolpare lì dove appartiene la colpa". Ipotizzò poi il motivo per il quale Sylvia non cercò di fuggire dalla famiglia Baniszewski prima dell'escalation degli abusi nelle ultime settimane della sua vita, affermando: "Penso che si fidasse dell'essere umano. . . Penso che non credesse che queste persone avrebbero fatto questo e avrebbero continuato a farlo."
New concluse enfatizzando il fatto che gli imputati avevano abusato all'unisono di Sylvia, prima di chiedere alla giuria di respingere le argomentazioni avanzate dai vari difensori riguardo a chi potrebbe aver effettivamente inflitto il "colpo fatale" alla testa della Likens, affermando: "ogni segno sul corpo di quella ragazza ha contribuito direttamente alla sua morte. L'ematoma subdurale è stato il colpo fatale. Questa è la cosa più orribile che l'Indiana abbia mai visto e, spero, vedrà mai." Affermando che "non uno straccio di prova" era stato prodotto per indicare che gli imputati soffrissero di una qualche malattia mentale, New chiese quindi nuovamente la pena di morte per ogni imputato, dichiarando alla giuria: "Il problema qui non riguarda la sedia elettrica, o un ospedale, ma la legge e l'ordine. Rifuggiremo dal caso più diabolico mai presentato davanti a un tribunale o a una giuria? Se scenderete al di sotto della pena di morte (nel vostro verdetto) in questo caso, abbasserete di tanto il valore della vita umana per ogni imputato. Il sangue di questa ragazza sarà per sempre sulle loro anime."

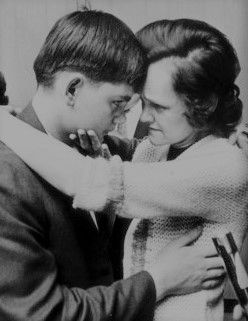
Gertrude Baniszewski e il figlio, John Baniszewski Jr. dopo la condanna per l'omicidio di Sylvia Likens. 19 maggio, 1966.

## Condanne
Il processo ai cinque imputati durò 17 giorni prima che la giuria si ritirò per emettere il verdetto. Il 19 maggio 1966, dopo aver deliberato per otto ore, la giuria di otto uomini e quattro donne riconobbe Gertrude Baniszewski colpevole di omicidio di primo grado, richiedendo una condanna all'ergastolo. Paula Baniszewski fu dichiarata colpevole di omicidio di secondo grado, e Hobbs, Hubbard, e John Baniszewski Jr. furono dichiarati colpevoli di omicidio preterintenzionale. Dopo aver ascoltato il verdetto del giudice Rabb, Gertrude e i figli scoppiarono a piangere e cercarono di consolarsi a vicenda, Hobbs e Hubbard rimasero impassibili.
Il 25 maggio, Gertrude e Paula Baniszewski furono formalmente condannati all'ergastolo. Lo stesso giorno, Richard Hobbs, Coy Hubbard e John Baniszewski Jr. vennero condannati a un periodo di reclusione da 2 a 21 anni, da scontarsi nel riformatorio dello stato dell'Indiana. 

### Nuovo processo
Nel settembre 1970, la Corte Suprema dell'Indiana ribaltò le condanne di Gertrude e Paula Baniszewski sulla base che il Giudice Saul Isaac Rabb aveva ripetutamente negato delle mozioni alla difesa nel primo processo, e per entrambe decise un processo in sedi nuove e processi separati. Questa decisione sottolineò il fatto che si era creata un'atmosfera pregiudizievole durante il processo iniziale, a causa della grande pubblicità dei media che avrebbe impedito la possibilità per le imputate di avere un processo equo.
La coppia fu processata nuovamente nel 1971. In questa occasione, Paula Baniszewski scelse di dichiararsi colpevole di omicidio volontario piuttosto che affrontare un nuovo processo; fu condannata a scontare una pena da due a venti anni di reclusione per il suo ruolo negli abusi e nella morte di Sylvia Likens. Nonostante avesse tentato di evadere dal carcere senza successo per due volte nel 1971, fu rilasciata nel dicembre 1972. Gertrude Baniszewski, tuttavia, fu nuovamente condannata per omicidio di primo grado e condannata all'ergastolo.
Nel corso dei successivi 14 anni, Gertrude Baniszewski divenne nota come prigioniera modello presso la prigione femminile dell'Indiana. Lavorò nel negozio di cucito della prigione ed era conosciuta come una sorta di "madrina" per le detenute più giovani, diventando nota ad alcuni all'interno della prigione con il soprannome di "Mamma". Al momento della libertà condizionale nel 1985, aveva cambiato il suo nome in Nadine Van Fossan (una combinazione del suo secondo nome e cognome da nubile), e si dichiarò come devota cristiana.

## Libertà condizionata
La notizia dell'imminente udienza per la libertà vigilata di Gertrude Baniszewski ha creato un putiferio in tutto lo stato dell'Indiana. Jenny Likens e altri parenti stretti di Sylvia protestarono con veemenza contro ogni prospettiva del suo rilascio. I membri di due gruppi anticrimine si recarono in Indiana per opporsi alla potenziale libertà vigilata della Baniszewski e per sostenere pubblicamente la famiglia Likens. I membri di entrambi i gruppi avviarono una campagna di picchetti sul marciapiede. Nel corso di due mesi, questi gruppi raccolsero oltre 40.000 firme dai cittadini dell'Indiana, comprese le firme ottenute da cittadini indignati che erano troppo giovani per ricordare il caso nel momento in cui si svolse. Tutte le firme raccolte richiedevano che Gertrude Baniszewski rimanesse in carcere per il resto della vita.
Durante l'udienza per la libertà vigilata, la Baniszewski ha espresse il suo desiderio che la morte di Sylvia Likens potesse "essere annullata", sebbene abbia minimizzato la sua responsabilità per qualsiasi sua azione, affermando: "Non sono sicuro del ruolo che ho avuto [nella sua morte], perché ero drogata. Non l'ho mai conosciuta veramente. . . Mi assumo la piena responsabilità per quello che è successo a Sylvia."

Gertrude Baniszewski, fotografata un anno dopo il rilascio

Tenendo conto della buona condotta di Gertrude in prigione, la commissione per la libertà vigilata votò di poco a favore della concessione della libertà vigilata. Fu rilasciata dal carcere il 4 dicembre 1985.

## Avvenimenti successivi
Dopo la sua scarcerazione nel 1985, Gertrude Baniszewski si trasferì in Iowa. Non accettò mai la piena responsabilità del prolungato tormento e della morte di Sylvia; insistendo sul fatto che non era in grado di ricordare con precisione nessuna delle sue azioni nei mesi degli abusi e delle torture di Sylvia in casa sua. Incolpò per le sue azioni il farmaco che le era stato prescritto per trattare l'asma. Gertrude Baniszewski visse in relativo anonimato a Laurel, in Iowa fino alla sua morte a causa di un cancro ai polmoni il 16 giugno 1990, all'età di 61 anni.
Riflettendo alla notizia della morte di Gertrude Baniszewski e sulle questioni sollevate relative alla sua capacità di intendere e di volere in entrambi i suoi processi, John Dean, un ex giornalista dell'Indianapolis Star che aveva seguito ampiamente il caso, avrebbe dichiarato nel 2015: "Non ho mai pensato che fosse pazza. Pensavo fosse una donna oppressa e cattiva." Dean paragonò inoltre il caso al romanzo di William Golding Il signore delle mosche, anche se affermò che il crescente abuso fisico ed emotivo di Sylvia non era il risultato di "bambini che si scatenavano; erano i bambini che facevano quello che gli veniva detto.".
Riguardo alle vere motivazioni che Gertrude Baniszewski avrebbe avuto per tormentare e infine uccidere Sylvia, l'avvocato Forrest Bowman affermò nel 2014: "Ha avuto una vita miserabile. Quello che penso è che alla fine si trattasse di gelosia."
Dopo la libertà vigilata del 1972, Paula Baniszewski assunse una nuova identità. Lavorò come assistente di un consulente scolastico per 14 anni presso la Beaman-Conrad-Liscomb-Union-Whitten Community School di Conrad, in Iowa dopo aver cambiato il suo nome in Paula Pace, e nascondendo la verità sulla sua storia criminale quando fece domanda per il posizione. È stata licenziata nel 2012 quando la scuola ha scoperto la sua vera identità. Secondo quanto riferito, Paula vive in una piccola città dell'Iowa. È sposata e ha due figli. La bambina che aveva dato alla luce durante il processo nel 1966, e che ha chiamato come sua madre, è stata poi adottata.
Le accuse di omicidio inizialmente presentate contro la seconda figlia di Gertrude Baniszewski, la quindicenne Stephanie, vennero ritirate quando decise di testimoniare contro gli altri imputati. Sebbene i pubblici ministeri ripresentarono la causa contro Stephanie davanti a un gran giurì il 26 maggio 1966, la decisione di processarla in seguito in un processo separato non si è mai materializzata. Stephanie Baniszewski assunse un nuovo nome e divenne insegnante di scuola. In seguito si è sposata e ha avuto diversi figli. Stephanie Serikstad attualmente vive in Florida.
Interrogata al processo sul motivo per cui decise di testimoniare contro gli altri imputati, Stephanie Baniszewski affermò: "Sono qui solo nella speranza di poter aiutare chiunque!" In risposta, l'avvocato di sua madre, William Erbecker, rispose con scherno: "Compresa te stessa?"
Dopo l'arresto della madre, Marie, Shirley e James Baniszewski furono dati in affidamento a famiglie separate. Il cognome di tutti e tre i bambini venne legalmente cambiato in Blake alla fine degli anni sessanta dopo che il padre riottenne la custodia. Marie in seguito si sposò. Marie Shelton è morta per cause naturali l'8 giugno 2017, all'età di 62 anni. Dennis Lee Wright Jr. fu successivamente adottato. Sua madre adottiva lo chiamò Denny Lee White. Morì il 5 febbraio 2012, all'età di 47 anni.
Richard Hobbs, Coy Hubbard, e John Baniszewski Jr. passarono meno di due anni nel riformatorio dell'Indiana, ed ottennero la libertà condizionata il 27 febbraio 1968.
Richard Hobbs morì di cancro ai polmoni il 2 gennaio 1972, a 21 anni—meno di 4 anni dopo il suo rilascio. Negli anni successivi al rilascio dal riformatorio dell'Indiana, soffrì in almeno un'occasione di esaurimento nervoso.
Dopo il suo rilascio nel 1968 dal Riformatorio dell'Indiana, Coy Hubbard rimase nell'Indiana e non tentò mai di cambiare nome. Nel corso della sua vita adulta, Hubbard fu ripetutamente imprigionato per vari reati, in un'occasione fu accusato degli omicidi di due giovani nel 1977, sebbene in gran parte dovuto al fatto che il principale testimone al suo processo era una vecchia conoscenza criminale di Hubbard. il quale ammise di essere stato in sua compagnia al momento degli omicidi, fu poi assolto da tale accusa. Poco dopo la prima del gennaio 2007 del film drammatico An American Crime, Hubbard fu licenziato dal lavoro. Morì di infarto a Shelbyville, nell'Indiana, il 23 giugno dello stesso anno a 56 anni.
John Stephan Baniszewski Jr. visse in relativo anonimato sotto il nome di John Blake. Divenne un ministro laico, ospitando frequentemente incontri di consulenza per i figli di genitori divorziati. Diversi decenni dopo il suo rilascio dal riformatorio dell'Indiana, John Baniszewski Jr. rilasciò una dichiarazione in cui riconobbe il fatto che lui e gli altri coimputati avrebbero dovuto essere condannati a una pena più severa, descrivendo come era diventato un cittadino produttivo. Morì di diabete al Lancaster General Hospital il 19 maggio 2005, all'età di 52 anni. Prima della sua morte, aveva anche occasionalmente parlato pubblicamente del suo passato, ammettendo di aver goduto dell'attenzione che l'omicidio della Likens aveva attirato su di lui e affermando anche di aver "colpito Sylvia solo una volta".
Le accuse di lesioni personali mosse contro gli altri giovani noti per aver attivamente tormentato fisicamente, mentalmente ed emotivamente Sylvia: Anna Ruth Siscoe, Judy Darlene Duke, Michael John Monroe, Darlene McGuire e Randy Gordon Lepper, vennero successivamente ritirate. Anna Siscoe alla fine si sposò. Morì il 23 ottobre 1996, all'età di 44 anni, già nonna. Lepper, che aveva visibilmente sorriso mentre testimoniava di aver colpito Sylvia in 40 diverse occasioni, è morto all'età di 56 anni il 14 novembre 2010.
Jenny Likens si sposò in seguito con il nativo di Indianapolis Leonard Rece Wade. La coppia ebbe due bambini. Per il resto della vita, dovette far uso di farmaci ansiolitici. Morì di infarto il 23 giugno 2004, a 54 anni. Al momento della morte, Jenny risiedeva a Beech Grove, in Indiana.
Nel 1990, Jenny Likens Wade lesse il necrologio di Gertrude Baniszewski su un giornale; ritagliò la sezione del giornale, poi la spedì a sua madre con una nota di accompagnamento che diceva: "Una buona notizia. La maledetta vecchia Gertrude è morta. Hahaha! Ne sono felice."
I genitori di Sylvia, Elizabeth e Lester Likens, morirono rispettivamente nel 1998 e nel 2013. Negli anni prima di morire, Jenny aveva più volte ripetuto di non incolpare i genitori per averli dati in affidamento per un periodo a Gertrude Baniszewski; affermando che tutto ciò che fecero i genitori fu credere alla promessa di Gertrude di badare a loro fino al loro ritorno.
La casa al 3850 di East New York Street in cui Sylvia Likens fu torturata e assassinata rimase vuota per molti anni dopo la sua morte e l'arresto dei suoi aguzzini. La proprietà andò gradualmente in rovina. Nonostante si sia discusso in merito alla possibilità di acquistare e riabilitare la casa, e convertire la proprietà in un rifugio per donne, i fondi necessari per completare questo progetto non sono mai stati raccolti. La casa stessa venne demolita il 23 aprile 2009. Il sito dove un tempo sorgeva il 3850 di East New York Street è ora il parcheggio di una chiesa.

## Memoriali e lascito
Nel giugno 2001, un memoriale di granito alto un metro e ottanta fu ufficialmente dedicato alla vita di Sylvia Likens e alla sua memoria a Willard Park, in Washington Street, ad Indianapolis. Alla dedica parteciparono centinaia di persone, compresi dei membri della famiglia Likens. Sul memoriale sono iscritte queste parole: "Questo memoriale è in ricordo di una giovane ragazza che ebbe una tragica morte. Come risultato, le leggi cambiarono ed aumentò la sensibilizzazione. Questo è un impegno per i nostri figli, che la polizia di Indianapolis sta lavorando per rendere la città più sicura per i nostri figli."
La morte di Sylvia Likens è citata come fondamento per una legge dello stato dell'Indiana, per la quale se un cittadino ritiene che un bambino stia subendo abusi o maltrattamenti, il cittadino ha l'obbligo legale di riportare il fatto alla polizia.
Il 26 ottobre 2015 numerosi cittadini di Indianapolis, inclusa la sorella maggiore Dianna Bedwell, si riunirono a Lebanon, in Indiana per onorare Sylvia Likens nel cinquantesimo anniversario della morte, nonché tutti i bambini uccisi a causa di abusi. Al memoriale, Dianna disse che la memoria di Sylvia "deve sempre essere ricordata. La morte tragica di Sylvia e gli abusi che subì dovranno sempre essere ricordati".

### Sylvia's Child Advocacy Center
Il Sylvia's Child Advocacy Center è ufficialmente dedicato alla memoria di Sylvia Likens. Fondata nel 2010 in Libano, nell'Indiana, e inizialmente denominata Boone County Child Advocacy Center, questa organizzazione senza scopo di lucro venne ribattezzata in onore di Sylvia Likens nel 2016, con il direttore esecutivo che ha affermato: "La cosa più importante che possiamo fare è dire ai bambini che sono feriti che li stiamo ascoltando. [Questo era] qualcosa che nessuno fece per la giovane Sylvia. La sua famiglia è riconoscente, però, non deve più accadere... non è morta invano; è morta in modo orribile, ma a causa di questo, speriamo che un altro bambino possa essere salvato."
Questo centro di difesa dei minori fu creato con l'obiettivo di assistere i bambini vittime di abusi e negligenza, ridurre al minimo gli effetti traumatici in corso sperimentati a seguito del loro calvario e intraprendere una "ricerca incessante" per prevenire gli abusi sui minori sia nella Boone che nella contea di Montgomery. I professionisti del Sylvia's Child Advocacy Center lavorano di concerto sia con le forze dell'ordine che con il dipartimento locale dei servizi per l'infanzia. Il personale conduce anche interviste forensi e fornisce assistenza con le procedure legali, nonché i rinvii per la salute mentale e medica.

## Media

### Film
- Il film del 2007 An American Crime è basato direttamente sulla vita e l'omicidio di Sylvia Likens. Diretto dal nativo dell'Indiana Tommy O'Haver e distribuito dalla First Look Studios, il film scelse Elliot Page come Sylvia Likens e Catherine Keener come Gertrude Baniszewski.[129]
- La ragazza della porta accanto è vagamente basato sull'omicidio di Sylvia Likens. Pubblicato nel 2007 e interpretato da Blythe Auffarth nei panni di Meg Loughlin, personaggio bastato su Sylvia Likens, e Blanche Baker come Ruth Chandler, basata sulla Baniszewski, The Girl Next Door è un adattamento di un romanzo horror del 1989 scritto dall'autore Jack Ketchum.[130]